# Eugenio Venini
Eugenio Venini (Milano, 18 luglio 1807 – Milano, 3 luglio 1884) è stato un politico italiano.

## Biografia
Nato a Milano nel 1807, Eugenio Venini era figlio di Luigi e di Elena Curioni, era fratello dell'archeologo e industriale milanese Giovanni, già sindaco a Vittuone. Lui stesso si impegnò nel campo dell'industria e dell'agricoltura, come pure di politica. Nel 1848, all'indomani del crollo del Governo Provvisorio e con il ritorno della restaurazione austriaca, fu consigliere comunale, rimanendo in carica per oltre trent'anni sino al 1880. Nel 1857 venne eletto anche sindaco di San Giuliano Milanese, carica che mantenne sino al 1863.
Il 13 luglio 1864 venne prescelto al ruolo di senatore "per censo", dal momento che rientrava nella categoria 21 ovvero "le persone che da tre anni pagano tremila lire d'imposizione diretta in ragione dei loro beni o della loro industria".
Dal 1867 e sino al 1881 fu membro della commissione centrale di beneficenza della Cassa di Risparmio delle province lombarde, nonché amministratore del collegio Calchi-Taeggi di Milano e membro della Camera di Commercio di Milano.
Morì a Milano il 3 luglio 1884.